# Poecilium mediofasciatum
Poecilium mediofasciatum là một loài bọ cánh cứng trong họ Cerambycidae.